# Західний тип тексту
Західний тип тексту — один з чотирьох головних типів новозавітного тексту. Назва запроваджена Землером (1725–1791).

## Свідки Західного типу тексту

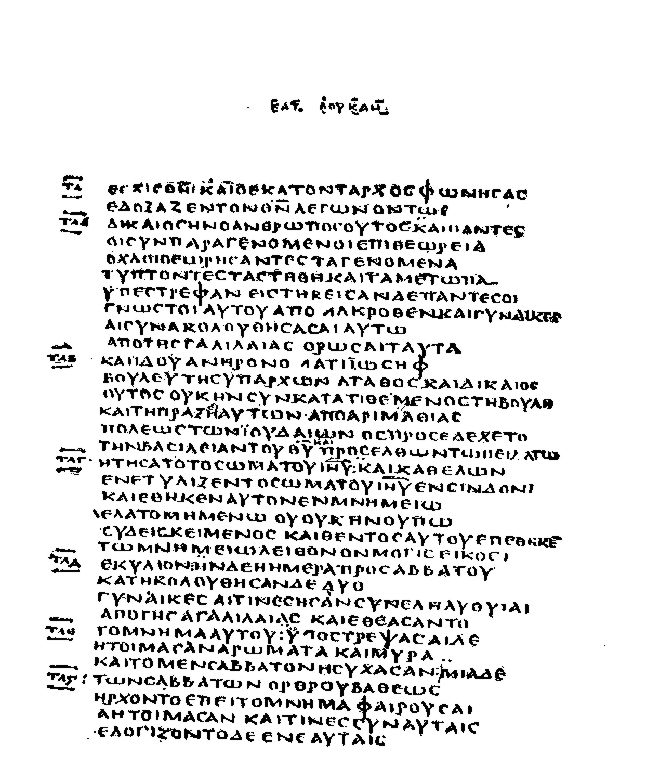
Кодекс Бези (Codex Bezae) — головний свідок західного типу тексту

Головним свідком західного типу тексту є Кодекс Бези, сім'я 1 і сім'я 13.
Західний тип тексту відображають старолатинські переклади, частково старосирійські переклади (Syr s і Syr c), «Діатессарон» Татіана, цитують ранні латинські отці церкви (Іреней Ліонський, Тертуліан, Кипріан).
| Позначення | Назва                 | Дата    | Рукопис містить         |
| p48        | —                     | III     | фрагмент Дій 23         |
| p69        | Oxyrhynchus XXIV      | III     | фрагмент Луки 22        |
| p38        | Papirus Michigan      | бл. 300 | фрагмент Дій            |
| 0171       |                       | IV      | фрагменти Матвія і Луки |
| (01) ﬡ     | Синайський кодекс     | IV      | Іван 1, 1 — 8, 38       |
| C (04)     | Кодекс Бези           | бл. 400 | Євангеліє і Дії         |
| W (032)    | Вашингтонський кодекс | V       | Марко 1, 1 — 5, 30      |
| D (05)     | Клермонтський кодекс  | VI      | Дії і Послання          |
| F (010)    | Кодекс із Райхенау    | IX      | Послання Павла          |
| G (012)    | Бернерівський кодекс  | IX      | Послання Павла          |